# Budnahatti, Challakere
Budnahatti là một làng thuộc tehsil Challakere, huyện Chitradurga, bang Karnataka, Ấn Độ.